# 27 Lyncis
Désignations
27 Lyncis (en abrégé 27 Lyn) est une étoile de la constellation boréale du Lynx. Elle est visible à l'œil nu avec une magnitude apparente de 4,78. D'après la mesure de sa parallaxe annuelle par le satellite Gaia, l'étoile est distante d'environ ∼ 245 a.l. (∼ 75,1 pc) de la Terre. Elle s'en éloigne à une vitesse radiale héliocentrique d'environ +12 km/s.
27 Lyncis est une étoile blanche de la séquence principale ordinaire de type spectral A2 V, qui génère son énergie par la fusion de l'hydrogène dans son noyau. Elle est estimée être âgée de 157 millions d'années et elle est 2,24 fois plus massive que le Soleil. L'étoile tourne sur elle-même à une vitesse de rotation projetée de 183 km/s. Elle est environ 65 fois plus lumineuse que le Soleil et sa température de surface est de 10 014 K.
Une émission de rayons X a été détectée aux coordonnées de l'étoile. Étant donné que les étoiles de type A ne sont pas censées produire des rayons X de manière importante, cette émission pourrait provenir d'un compagnon pas encore détecté, ou encore d'une source plus lointaine. 27 Lyncis possède trois compagnons recensés dans les catalogues d'étoiles doubles et multiples, mais ils apparaissent être tous purement optiques.